# Billy Gardell
Billy Gardell (ur. 20 sierpnia 1969 w Pittsburghu) – amerykański aktor, aktor głosowy i komik, najbardziej znany z tytułowej roli policjanta Michaela Biggsa w serialu telewizji CBS pod tytułem „Mike i Molly” (Mike & Molly).

## Filmografia

### Seriale telewizyjne
- 1997–2004: Kancelaria adwokacka (The Practice) jako Manny (gościnnie)
- 1999–2005: Wiecie, jak jest... (It’s Like, You Know...) jako Eddie (gościnnie)
- 1999–2005: Potyczki Amy (Judging Amy) jako Lyle Cooper (gościnnie)
- 2000: CSI: Kryminalne zagadki Las Vegas (CSI: Crime Scene Investigationr) jako Charlie Jackson (gościnnie)
- 2000–2006: Tak, kochanie (Yes, Dear) jako Billy
- 2000: Detektyw Monk (Monk) jako Ian Agnew (gościnnie)
- 2003: Gary the Rat jako Jackson Buford Harrison
- 2003: Lucky (Desperate Housewives) jako Vinny Sticarelli
- 2004–2005: Pięcioraczki (Quintuplets) jako Brad
- 2008: Gotowe na wszystko (Desperate Housewives) jako policjant Roy Harding[1]
- 2005-: Kości (Bones) jako Bob Sayles (gościnnie)
- 2005–2009: Na imię mi Earl (My Name Is Earl) jako oficer Hoyne (gościnnie)
- 2006: Heist jako Billy O’Brien
- 2010−2016: Mike i Molly (Mike & Molly) jako Mike Biggs